# Seizmološka služba u funkciji sistema civilne odbrane
Pitanje bezbednosti stanovništva je prvorazredno pitanje svake države; aktuelno je u svakom dobu, u svakom sistemu i u svim sferama ljudske delatnosti.Vanredne situacije svakodnevno odnose mnogo ljudskih života, uništavaju i degradiraju životnu sredinu, uzrokuju veliku materijalnu štetu i gubitke. Rizik od katastrofa postoji u svakom društvu, pa se državi nameće nužnost da organizuje efikasan sistem odbrane koji će moći odgovoriti na sve izazove, rizike i pretnje bezbednosti po stanovništvo, materijalna i kulturna dobra. 
Sistem civilne odbrane, a time i zaštite i spasavanja stanovništva u Republici Srbiji, počeo je da se formira donošenjem Strategije nacionalne bezbednosti, Strategije odbrane i Zakona o vanrednim situacijama. On ima svojih nedostataka, svojih slabosti, koje se otklanjaju donošenjem podzakonskih akata iz oblasti vanrednih situacija. Civilna odbrana, kao jedan od četiri temelja sistema odbrane, predstavlja najorganizovaniju snagu društva koja može pružiti svu potrebnu pomoć ugroženom stanovništvu i očuvati životnu sredinu, materijalna i kulturna dobra.

## Uspostavljanje sistema civilne odbrane
Ustav Republike Srbije definiše zdravstvenu i socijalnu zaštitu svojih građana, kao osnovna prava svakog čoveka. Ustav definiše da svako ima pravo na zaštitu svog fizičkog i psihičkog zdravlja, da se zdravstvena zaštita ostvaruje iz javnih prihoda ako se ne ostvaruju na drugi način, i da Republika Srbija pomaže razvoj zdravstvene i fizičke kulture. 
Nadležnost Republike Srbije je, da uređuje i obezbeđuje odbranu i bezbednost Republike Srbije i njenih građana i mere za slučaj vanrednog stanja. Nadležnost Narodne skupštine odlučuje o ratu i miru i proglašava ratno i vanredno stanje i usvaja strategiju odbrane. 
Nadležnost opštine jeste da se preko svojih organa stara o zaštiti životne sredine, zaštiti od elementarnih i drugih nepogoda, zaštiti kulturnih dobara od značaja za opštinu. 
Ustav u članu 200. definiše da Narodna skupština proglašava vanredno stanje u uslovima kada javna opasnost ugrožava opstanak države ili građana. Odluka važi najduže 90 dana sa mogućnošću da se produži za još 90 dana. Proglašavajući vanredno stanje Narodna skupština može propisati mere kojima se odstupa od Ustavom zajemčenih ljudskih i manjinskih prava, koje važe najduže 90 dana, a po isteku ovog roka mogu se obnoviti pod istim uslovima.
Ratno stanje proglašava Narodna skupština kao i mere kojima se odstupa od Ustavom zajemčenih ljudskih i manjinskih prava. Strategija nacionalne bezbednosti je najvažniji strateški dokument koji utvrđuje osnove politike bezbednosti u zaštiti nacionalnih interesa. Strategija predstavlja osnov za izradu strategijskih dokumenata u svim oblastima društvenog života i funkcionisanja državnih organa i institucija, radi očuvanja i zaštite bezbednosti građana, društva i države. 
Strategija definiše 22 izazova, rizika i pretnji po bezbednost Republike Srbije. Dva su rizika direktno povezana i utiču na bezbednost stanovništva i materijalnih dobara:
- posledice elementarnih nepogoda i tehničkih i tehnoloških nesreća, kao i ugrožavanje životne sredine i zdravlja građana usled radiološke, hemijske i biološke kontaminacije,
- opasnosti povezane sa pojavljivanjem i širenjem infektivnih bolesti kod ljudi i zaraza kod životinja predstavljaju bezbednosni rizik, koji bi u budućnosti mogao biti sve izraženiji.

Značajan rizik predstavljaju tehnološke nesreće u kojima efekti dejstva opasnih materija mogu zahvatiti ne samo teritoriju Republike Srbije, već i susedne države. Životnu sredinu dodatno ugrožavaju i objekti sa visokim stepenom rizika u zemljama regiona, kao i privredni objekti sa tehnologijom koja ne zadovoljava međunarodne ekološke standarde.
Jedan od osnovnih ciljeva politike nacionalne bezbednosti je i unapređenje bezbednosti građana, društva i države, dok jedan od osnovnih elemenata politike nacionalne bezbednosti čini politika odbrane, čiji je osnovni cilj da obezbedi efikasan sistem odbrane, a Vojska Srbije daje podršku civilnim vlastima u suprotstavljanju pretnjama bezbednosti.
Sistem nacionalne bezbednosti u širem smislu čine najviši organi zakonodavne, izvršne i sudske vlasti: Narodna skupština Republike Srbije, predsednik Republike Srbije, Savet za nacionalnu bezbednost, Vlada, sudovi i tužilaštva, dok u užem čine: sistem odbrane, snage Ministarstva unutrašnjih poslova, bezbednosno-obaveštajni sistem i privremeno formirani organi i koordinaciona tela za pojedine krize. 
Sistem odbrane predstavlja jedinstvenu, strukturno uređenu celinu snaga i subjekata odbrane, čiji je osnovni cilj zaštita interesa Republike Srbije od oružanog ugrožavanja spolja. Vojska Srbije je osnovni subjekt sistema odbrane. Snage Ministarstva unutrašnjih poslova imaju osnovni cilj da zaštite nacionalne interese u domenu unutrašnje bezbednosti. Bezbednosno-obaveštajni sistem čine Bezbednosno-informativna agencija, Vojnobezbednosna agencija i Vojnoobaveštajna agencija. 
Sistem odbrane Srbije je deo sistema nacionalne bezbednosti i predstavlja uređenu i funkcionalnu celinu snaga i subjekata odbrane čiji je cilj zaštita odbrambenih interesa kroz realizaciju vojne i civilne odbrane. 
Nosilac vojne odbrane je Vojska Srbije, a civilne odbrane:
- državni organi
- organi državne uprave,
- organi autonomnih pokrajina,
- organi jedinica lokalne samouprave,
- privredna društva,
- javne službe,
- ostali subjekti i snage sistema odbrane

## Osnovni pojmovi vezani za sistem civilne odbrane

### Ciljevi sistema civilne odbrane
Civilna odbrana se dugo vremena prevashodno razvijala na osnovu zahteva za delovanje u slučaju oružane agresije. Međutim, širi koncept bezbednosti, prihvaćen u većini država nakon političkih promena krajem osamdesetih godina prošlog veka, promovisao je dva potpuno nova cilja civilne odbrane :
1. jačanje sposobnosti društva da se uspešno nosi sa ozbiljnim vanrednim situacijama u vreme mira i
2. stvaranje uslova za upotrebu resursa civilne odbrane u međunarodnim humanitarnim zadacima i zadacima promocije mira.

Dakle, težište pripremanja civilne odbrane premešteno je sa ratnih prilika ka rešavanju mirnodopskih kriznih situacija.
Ciljevi sistema civilne odbrane su različito formulisani,ali uglavnom se svode na :
- zaštitu civilnog stanovništva ,
- snadbevanje stanovništva i oružanih snaga neophodnim proizvodima,
- obezbeđenje kontinuiranog funkcionisanja vlasti i društva u krinim situacijama i ratu ,
- obezbeđenje kontinuiranog službi javnih delatnosti,
- umanjenje štetnih efekata katastrofa i ratova,
- sniženje ranjivosti infrastrukture i vitalno važne industrije,
- zaštitu i unapređenje kvaliteta životne sredine,
- doprinošenje miru i bezbednosti u svetu.

### Misije i zadaci sistema civilne odbrane
Osnovne misije sistema civilne odbrane su :
- obezbeđivanje pretpostavki za funkcionisanje sistema odbrane  ,
- zaštita i spasavanje  (realizuje se kroz osmatranje i obaveštavanje, zaštitu i spasavanje ljudi, zaštitu i sklanjanje materijalnih dobara i očuvanje životne sredine),
- učešće u međunarodnim operacijama zaštite i spasavanja  .

Da bi te misije ostvario,sistem civilne odbrane ima konkretne zadatke:
- prevencija i suprotstavljanje svim bezbednosnim izazovima,rizicima i pretnjama,
- priprema civilnih struktura društva za odbranu,
- organizacija monitoringa i mreže osmatranja i obaveštavanja,
- obaveštavanje,upozoravanje i uzbunjivanje stanovništva,
- obezbeđenje informacione i komunikacione infrastrukture,
- zaštita i spasavanje ljudi, materijalnih dobara i životne sredine,
- edukacija građana,
- usklađivanje i organizacija veza i kriptozaštite za potrebe Vojske i državnih organa,
- materijalno obezbeđenje Vojske i drugih subjekata odbrane,
- rad i saradnja sa društvenim organizacijama i savezima od posebnog značaja za odbranu,
- ostvarivanje regionalne saradnje,
- učešće u humanitarnim misijama i međunarodna saradnja na polju prevencije i otklanjanja opasnosti, koje imaju karakter vanrednih situacija,
- koordiniranje i saradnja sa institucijama značajnim za odbranu, bezbednost i zaštitu.[3]

### Funkcije sistema civilne odbrane
Funkcije sistema civilne obrane su:
1. zaštita i spasavanje ljudi i materijalnih i kulturnih dobara  od prirodnih, tehničko-tehnoloških i drugih katastrofa, odnosno ratnih razaranja, koje ugrožavaju ljude, državu, narode i životnu sredinu,
2. otkrivanje ugroženosti i opasnosti  i njihovo blagovremeno oglašavanje, odnosno podizanje sistema civilne odbrane na akciju,
3. stvaranje uslova za masovno učešće stanovništva u aktivnostima zaštite i spasavanja i neoružanoj borbi i otporu  ,
4. obavljanje određenih „pozadinskih“ funkcija  za vojne i civilne potrebe (logistika).[3]

### Civilna zaštita
Zakon o odbrani Republike Srbije reguliše civilnu zaštitu, koja se organizuje, priprema i sprovodi kao sistem zaštite i spasavanja: ljudi, životinja, materijalnih i kulturnih dobara, od elementarnih nepogoda, tehničko-tehnoloških nesreća i katastrofa, posledica terorizma, ratnih i drugih većih nesreća, a u skladu s važećim propisima, načelima i zahtevima Ženevske konvencije i drugim pravilima međunarodnog humanitarnog prava. Civilna zaštita, u ratnom i vanrednom stanju, organizuje se i funkcioniše kao deo sistema odbrane. 
Osnovni ciljevi civilne zaštite su :
- da ograniči  delokrug i posledice bilo koje nesreće,
- da obezbedi brz odgovor  , kako bi se sprečile ljudske žrtve i smanjile materijalne i ekološke štete,
- stvaranje nove kulture u oblasti civilne zaštite  .

## Subjekti sistema civilne odbrane
Subjekti od posebnog značaja za zaštitu i spasavanje su privredna društva i druga pravna lica koja se bave delatnošću iz oblasti:
- telekomunikacija,
- rudarstva i energetike,
- transporta,
- meteorologije,
- hidrologije,
- seizmologije,
- zaštite od jonizujućeg zračenja i nuklearne sigurnosti,
- zaštite životne sredine,
- vodoprivrede,
- šumarstva i poljoprivrede,
- zdravstva,
- zbrinjavanja lica,
- veterine,
- komunalne delatnosti,
- građevinarstva,
- ugostiteljstva,
- drugi koji raspolažu resursima za smanjenje rizika od katastrofa.

## Seizmologija i sistem civilne odbrane

### Seizmološki zavod Republike Srbije
Prvi korak u razvoju seizmologije u Srbiji učinjen je posle rušilačkog zemljotresa 7. aprila 1893. godine sa epicentrom kod Svilajnca. Geološki zavod Velike škole u Beogradu je tada na inicijativu akademika Jovana Žujovića, upravnika, i profesora Svetolika Radovanovića započeo prikupljanje podataka o zemljotresima. Ova prva organizacija seizmološke službe funkcionisala je samo nekoliko godina. 
Filozofski fakultet Univerziteta u Beogradu je 1906. godine doneo odluku o izgradnji objekta Seizmološkog zavoda na Tašmajdanu čime je započeto sistematsko proučavanje zemljotresa na teritoriji Srbije. Posle mnogih promena statusa, tokom stogodišnjeg rada, koje su nepovoljno uticale na njegov rad, Zavod je konačno 1995. godine Zakonom o republičkom seizmološkom zavodu postao posebna organizacija koja obavlja poslove od interesa za Republiku.
Prvi seizmografi instalirani su 1909. godine a u junu 1910. godine na instrumentima je registrovan prvi zemljotres.U toku Prvog svetskog rata sav inventar Zavoda je uništen, a instrumenti polomljeni i pokvareni. Posle opravke instrumenata, Zavod je ponovo počeo da radi 1921. godine. Mehanički instrumenti tipa Vihert, koje je Zavod dobio 1929. godine na ime ratne reparacije, postali su osnova instrumentalnog registrovanja zemljotresa sve do 1980. godine. Nabavka prenosnih seizmografa, posle Kopaoničkog zemljotresa, je bila prvi korak u modernizaciji seizmološke službe.
U periodu 1991-2005. godina u Zavodu je ostvareno tehničko unapređenje postojećih analognih seizmoloških stanica u sisteme za digitalnu automatsku akviziciju seizmičkih signala. Broj seizmoloških stanica se povećao na 10 i sa 5 je ostvaren telefonski prenos podataka u centralnu stanicu u Beogradu.
Posle zemljotresa kod Mionice na Divčibarama je izgrađen objekat druge stalne seizmološke stanice u Srbije iz Fonda za obnovu Kolubarskog regiona. Stanica je opremljena seizmološkom opremom visokog kvaliteta, uz povoljne uslove niskog ambijentalnog šuma, pa su registracije sa stanice Divčibare najčešće korišćeni podaci sa Balkana u okviru virtualne evropske seizmološke mreže.
U 2005. godini ostvaren je značajan napredak u radu realizacijom projekta donacije Slovačke vlade preko Fonda Beograd-Bratislava. U okviru projekta izvršena je modernizacija seizmoloških stanica Beograd, Svilajnac, Divčibare, Sjenica, Gruža, Đerdap, Niš, Barje i Bajina Bašta čiji se podaci kontinualno prikupljaju. U Beogradu je instaliran centralni akvizicioni sistem i na njemu je uspostavljeno automatsko prikupljanje podataka i lociranje zemljotresa. Seizmogrami i automatski locirani zemljotresi publikuju se na internetu.
Dalji razvoj seizmološke mreže Srbije je usmeren ka povećanju broja stanica sa neprekidnim prenosom podataka u realnom vremenu u centralnu stanicu u Beogradu i nabavci savremenih širokopojasnih senzora.
Osnovni poslovi Republičkog seizmološkog zavoda su:
- vrši sistematsko registrovanje, prikupljanje, analiziranje i proučavanje seizmičkih i seizmotektonskih pojava, prognoziranje njihovog uticaja na zemljište, vode, vodotokove i objekte,
- projektovanje i održavanje seizmoloških stanica i izrada seizmoloških karata,
- učešće u izradi propisa za izgradnju u seizmičkim područjima, kao i za seizmičko osmatranje kapitalnih objekata kod kojih zemljotresi mogu izazvati katastrofalne posledice,
- izrada predloga za planiranje i organizaciju sistema civilne zaštite, kod pravljenja planova za zaštitu od zemljotresa i donošenje mera za otklanjanje posledica i vođenje odgovarajuće seizmološke dokumentacije i njeno ažuriranje i čuvanje,
- objavljivanje prikupljenih podataka o seizmičkim i seizmotektonskim pojavama i obavlja druge seizmološke poslove, koji se utvrde goodišnjim ili višegodišnjim programima,
- učestvuju u međunarodnoj razmeni seizmoloških podataka i u realizaciji regionalnih seizmoloških projekata, koji su od posebnog interesa za republiku.[3]

### Seizmološka služba u funkciji sistema civilne odbrane
Detaljno praćenje seizmičke aktivnosti na teritoriji Republike Srbije i pograničnim prostorima se vrši u cilju informisanja sistema civilne odbrane o glavnim parametrima zemljotresa i procene njihovih posledica, kako bi se blagovremeno preduzele neophodne mere pomoći ugroženom stanovništvu. 
Podaci o regionalnim i dalekim zemljotresima su potrebni za međunarodnu razmenu podataka sa drugim organizacijama. Na teritoriji Republike Srbije uspostavljen je režim istovremenog rada dva paralelna sistema telemetrijske akvizicije (u Beogradu i na Divčibarama) čime je omogućen neprekidan i nesmetan rad na automatskoj lokaciji i obaveštavanju o zemljotresima i u slučajevima kada dođe do prestanka rada jednog od njih. 
Režim 24-časovnog osmatranja omogućava Nacionalna seizmološka mrežna stanica Republike Srbije, kao i korišćenje virtuelne seizmološke mreže koju sačinjavaju stanice iz regiona i Evrope (30-ak stanica).
Seizmološku mrežu danas sačinjavaju centralna seizmološka stanica u Beogradu i terenske stanice u Srbiji. U okviru Seizmološkog zavoda postoji seizmološko odeljenje, instrumentano seizmološko odeljenje i administracija.
Pored seizmološke mreže na teritoriji Republike Srbije, delimično je instalirana i mreža za jake zemljotrese, a među njima su i naše najveće brane: Đerdap, Bajina Bašta, Gruža, Barje, Prvonek, Rovni i Selova koja je u izgradnji. Podacima sa ovih stanica se neposredno po događanju jakog zemljotresa utvrđuje nivo dostignute akceleracije odnosno intenziteta zemljotresa na kapitalnim objektima. 
Kada je zemljotres lociran, utvrđena njegova magnituda, geografska širina i dužina i vreme, ta informacija se šalje:
- Centru za vanredne situacije,
- Ministarstvo odbrane,
- Seizmološkim centrima u svetu,
- Medijima, kako bi se što pre obavestila javnost.

Automatske informacije o zemljotresu Zavod upućuje SMS porukom i stavlja je na uvid svima kojima je ona dostupna putem interneta u roku od 5-10 minuta nakon zemljotresa, a revidiranu informaciju o lokaciji i intenzitetu u roku od 10-20 minuta. 
Odmah nakon jakog zemljotresa, stručne službe Zavoda obilaze zemljotresom pogođeno područje i prikupljaju podatke o manifestacijama tog zemljotresa na objektima i tlu. Na osnovu klasifikovanih podataka o tipovima oštećenja i njihovoj prostornoj zastupljenosti (koristi se Evropska makroseizmička skala), izrađuju se karte izoseista koje okonturuju određene stepene intenziteta na tom području.
Prosečno, u Republici Srbiji se svakih desetak godina dogodi snažan zemljotres koji može da pričini štete na građevinskim objektima. Republički seizmološki zavod locira mesto gde se zemljotres dogodio, određuje njegovu magnitudu na osnovu koje se daje pretpostavljeni intenzitet odnosno jačina zemljotresa u epicentru. Na osnovu podataka sa mreže za jake zemljotrese Republički seizmološki zavod daje podatke za procenu seizmičke ugroženosti kapitalnih objekata.
Interpretacija registrovanih zemljotresa omogućava:
- izradu karata procenjenih intenziteta,
- izučavanje tektonskih procesa u žarištu,
- seizmotektonsku interpretaciju seizmoloških podataka,
- proračun parametara seizmičkog hazarda na prostoru Republike Srbije i na manjim prostorima,
- izradu karata seizmičkog hazarda Republike Srbije, kao osnove za prostorno planiranje i projektovanje seizmički otpornih objekata,
- izradu seizmoloških osnova pravilnika o propisima za izgradnju objekata u seizmičkim područjima.

U saradnji sa drugim službama i međunarodnim organizacijama, prisutno je kontinuirano jačanje kadrovskog potencijala Republičkog seizmološkog zavoda kroz različite vrste obuka, kurseva i seminara. Takođe, Republički seizmološki zavod je, u cilju stvaranja uslova za veću bezbednost građana Republike Srbije i njihove imovine u slučaju zemljotresa, organizovao predavanja u centrima za obaveštavanje, sa temom razumevanja osnovnih informacija sa terena o zemljotresima.

## Literatura
- Babić, Branko(2012), Civilna odbrana Republike Srbije , Novi Sad: Visoka tehnička škola strukovnih studija
- Jakovljević, Vladimir(2006),  Sistem civilne odbrane , Beograd: Fakultet civilne odbrane
- Jakovljević, Vladimir(2011),  Civilna zaštita Republike Srbije , Beograd: Fakultet bezbednosti
- Nacionalna strategija zaštite i spasavanja u vanrednim situacijama , Beograd: Službeni glasnik RS, br.86/2011
- Republički seizmološki zavod(2018),  Informator Republičkog seizmološkog zavoda  ,Beograd: Republički seizmološki zavod
- Ustav Republike Srbije , Beograd: Službeni glasnik RS, 2006.
- Zakon o smanjenju rizika od katastrofa i upravljanju vanrednim situacijama  , Beograd: Službeni glasnik RS, br.87/2018
- https://web.archive.org/web/20181015155608/http://www.seismo.gov.rs/O%20zavodu/Istorijatl.htm

## Spoljašnje veze
Vebsajt Republičkog seizmološkog zavoda